# Wilson Kiprugut
Wilson Kiprugut Chumo (kalenjin: Kiprugut araap Chumo), född 1938 i Kipchebor nära Kericho, död 1 november 2022 i Kericho, var en kenyansk 800-meterslöpare. Vid OS i Tokyo 1964 tog han Kenyas första olympiska medalj när han kom på tredje plats i 800-metersloppet med tiden 1.45,9. Två år senare tog han hem en silvermedalj vid samväldesspelen i Jamaica och 1968 vann han silvermedaljen på samma sträcka vid OS i Mexico City med tiden 1.44,5. 
Kiprugut var etnisk kipsigi, född i Kipchebor i traditionellt kipsigiland i vad som då var den brittiska kolonin Kenya. Hans föräldrar var Chumo araap Cheptelmet och Tapketweet araap Cheptelmet. Wilson var hans kristna dopnamn. Kiprugut rekryterades till den brittiska kolonialarmén (Kenya Army) 1959.
För sin insats befordrades han från sergeant (Senior Sergeant) till fanjunkare (Warrant Officer II) i armén. 
I början av 2009 beslöt Kericho stad att döpa sin största idrottsarena, Kericho Green Stadium, till Kiprugut Chumo Stadium.